# Carrizo Hill (Texas)
Carrizo Hill es un lugar designado por el censo ubicado en el condado de Dimmit en el estado estadounidense de Texas. En el Censo de 2010 tenía una población de 582 habitantes y una densidad poblacional de 467,18 personas por km².

## Geografía
Carrizo Hill se encuentra ubicado en las coordenadas 28°30′18″N 99°49′52″O / 28.50500, -99.83111. Según la Oficina del Censo de los Estados Unidos, Carrizo Hill tiene una superficie total de 1.25 km², de la cual 1.24 km² corresponden a tierra firme y (0.21%) 0 km² es agua.

## Demografía
Según el censo de 2010, había 582 personas residiendo en Carrizo Hill. La densidad de población era de 467,18 hab./km². De los 582 habitantes, Carrizo Hill estaba compuesto por el 89.35% blancos, el 0.17% eran afroamericanos, el 0% eran amerindios, el 0% eran asiáticos, el 0% eran isleños del Pacífico, el 8.76% eran de otras razas y el 1.72% pertenecían a dos o más razas. Del total de la población el 95.53% eran hispanos o latinos de cualquier raza.